# 嶺本八美
嶺本 八美（りょうもと はつみ、3月7日 - ）は、日本の漫画家。男性。神奈川県小田原市出身。主に成人向け漫画を執筆している。
2022年でデビューから25年になる。

## 作品リスト

### 単行本
1. 『LILLIPUTIAN BRAVERY』 2000年4月発売、蒼竜社〈プラザCOMIX〉、ISBN 4-88386-047-7
  - 『LILLIPUTIAN BRAVERY 完全版』 2008年5月16日発売[5]、茜新社〈TENMA COMICS〉、ISBN 978-4-86349-004-8
2. 『pilgrim memory』 2001年2月発売、蒼竜社〈プラザCOMIX〉、ISBN 4-88386-081-7
3. 『まーくり☆まにっしゅ』 2002年5月発売、蒼竜社〈プラザCOMIX〉、ISBN 4-88386-136-8
4. 『じゃみんぐ☆しないで! -ブルマー狂騒曲-』 2003年11月発売、蒼竜社〈プラザCOMIX〉、ISBN 4-88386-209-7
5. 『ももパン』 2005年10月29日発売、実業之日本社〈マンサンコミックス〉、ISBN 4-408-16952-8
6. 『無防備年齢宣言』 2006年6月15日発売[6]、茜新社〈TENMACOMICS LO #28〉、ISBN 4-87182-842-5
7. 『恋愛かがく実験』 2007年2月26日発売、実業之日本社〈マンサンコミックス〉、ISBN 978-4-40817-048-0
8. 『裏山のひみつ基地』 2009年9月26日発売[7]、茜新社〈TENMACOMICS LO #71〉、ISBN 978-4-86349-099-4
9. 『きて！みて！イジって！』 2014年9月26日発売[8]、茜新社〈TENMACOMICS LO #160〉、ISBN 978-4-86349-452-7
10. 『女のコはその指の動きに弱いんです』 2021年4月27日発売[9]、茜新社〈TENMACOMICS LO #287〉、ISBN 978-4-86349-867-9